# ألبيستور
بلدية ألبيستور (بالإسبانية: Albístur) هي بلدية تقع في مقاطعة غيبوثكوا التابعة لمنطقة إقليم الباسك شمال إسبانيا.

## الديموغرافيا
يبلغ عدد سكان بلدية ألبيستور 312 نسمة عام 2011 (وفقاً للمعهد الوطني للإحصاء الإسباني).
| 296 | 289 | 288 | 298 | 302 | 312 | 312 |